# Vexir
Vexirer är allehanda invecklade anordningar, som i forna tider anbragtes på lås (vexirlås) och som man måste känna till för att kunna öppna låset.
Vexirlås tillhör den typ av lås av mera invecklad konstruktion som benämns konstlås.